# Verena Jooß
Verena Jooß (* 9. Januar 1979 in Karlsruhe) ist eine ehemalige deutsche Radsportlerin.

## Sportliche Laufbahn
Verena Jooß, spezialisiert auf die 3000-m-Einerverfolgung auf der Bahn, gehört dem RC 1899 Ludwigshafen-Friesenheim an und fuhr für das Team Rothaus-Vita Classica Bad Krozingen, zuvor bis 2004 für RG Team Deutsche Weinstrasse-Rülzheim. Trainiert wurde sie von Olaf Klein. Zum Radsport kam die Karlsruherin erst 2001, zuvor betrieb sie seit 1985 Leichtathletik (800-m-Lauf und Siebenkampf). Sie betrieb trotz Arthrose in beiden Sprunggelenken Sport.
2004 wurde Jooß Dritte bei den deutschen Bahnmeisterschaften im Punktefahren und gewann den Titel in der Einerverfolgung. Im Jahr darauf gewann sie den Titel erneut und wurde bei den UCI-Bahn-Weltmeisterschaften in Los Angeles Achte in dieser Disziplin. In Moskau und Manchester kamen dem noch vierte Plätze im Weltcup hinzu. Bei der WM 2006 in Bordeaux wurde Jooß erneut Achte. 2007 folgte der dritte Deutsche Meistertitel in der Einerverfolgung sowie der dritte Rang im 500-m-Zeitfahren. Beim Weltcup in Los Angeles wurde sie Zweite und Neunte der WM in Spanien. Bislang konnte sie 13 Rennen gewinnen und sich 52-mal unter den besten 15 platzieren.
Bei der Bahn-WM 2008 in Manchester wurde Jooß Zehnte und verlor damit ihren über die Weltcup-Liste sicher geglaubten Startplatz für die Olympischen Spiele 2008 von Peking. Nach dem Abschluss der UCI-Weltrangliste lag sie punktgleich mit der Schweizerin Karin Thürig auf dem neunten Platz. Nachdem nur die Schweizerin vom internationalen Verband nominiert wurde, protestierte der BDR, und Verena Jooß durfte bei den Spielen starten. In der Einerverfolgung kam sie auf den elften Platz, im Punktefahren erreichte sie das Ziel nicht.
Bei den Deutschen Bahn-Meisterschaften 2010 in Cottbus belegte Verena Jooß den dritten Platz im 500-m-Zeitfahren; im Jahr darauf wurde sie in Berlin deutsche Meisterin im Teamsprint (mit Miriam Welte). 2012 wurde sie bei der Bahn-DM in Frankfurt/Oder gemeinsam mit Mieke Kröger und Kathrin Hammes Dritte in der Mannschaftsverfolgung sowie Dritte im Keirin.
Im Oktober 2012 beendete Verena Jooß ihre aktive Karriere als Leistungssportlerin. Sie nahem eine Tätigkeit als Lehrerin für Mathematik und Musik an der Pestalozzi-Schule in Ettlingen (Stand 2010) auf und war als Leichtathletiktrainerin beim SSV Ettlingen tätig.

## Erfolge
2004
- Deutsche Meisterin – Einerverfolgung

2005
- Deutsche Meisterin – Einerverfolgung

2006
- Studenten-Weltmeisterschaft – Einerverfolgung

2007
- Deutsche Meisterin – Einerverfolgung

2008
- Weltmeisterschaft – Mannschaftsverfolgung (mit Charlotte Becker und Alexandra Sontheimer)

2010
- Europameisterschaft – Mannschaftsverfolgung (mit Madeleine Sandig und Lisa Brennauer)

2011
- Deutsche Meisterin – Teamsprint (mit Miriam Welte)